# 供济堂镇
供济堂镇，是中华人民共和国内蒙古自治区乌兰察布市四子王旗下辖的一个乡镇级行政单位。

## 行政区划
供济堂镇下辖以下地区：
阿莫吾素行政村、供济堂行政村、三股行政村、六股行政村、陆合堂行政村、厂汉此老行政村、黄羊城行政村、柯梅行政村、乌兰淖行政村、吉新行政村、双井行政村和大清河行政村。